# Palaeoptera
Los paleópteros (Palaeoptera*, del griego palaeos, "antiguo" y pteron, "ala") son un grupo de insectos pterigotas que ha incluido tradicionalmente los grupos más primitivos de insectos alados (la mayoría extintos), que no pueden plegar las alas sobre el abdomen, lo cual es una característica exclusiva de los neópteros.
La complejidad del plegado alar, así como la mecánica de las alas durante el vuelo (gracias a músculos de vuelo indirectos), muestran claramente que todos los insectos neópteros descienden de un antepasado común y forman, por tanto, un grupo monofilético. En contraste, la incapacidad de plegar las alas es un carácter plesiomórfico, es decir, ancestral, con lo que, según la cladística, se trata de un grupo parafilético. Así, los dos grupos actuales de paleópteros (Ephemeroptera y Odonata) no tienen otra característica en común que pueda indicar que descienden de un antepasado común y, por lo tanto, no componen un clado.

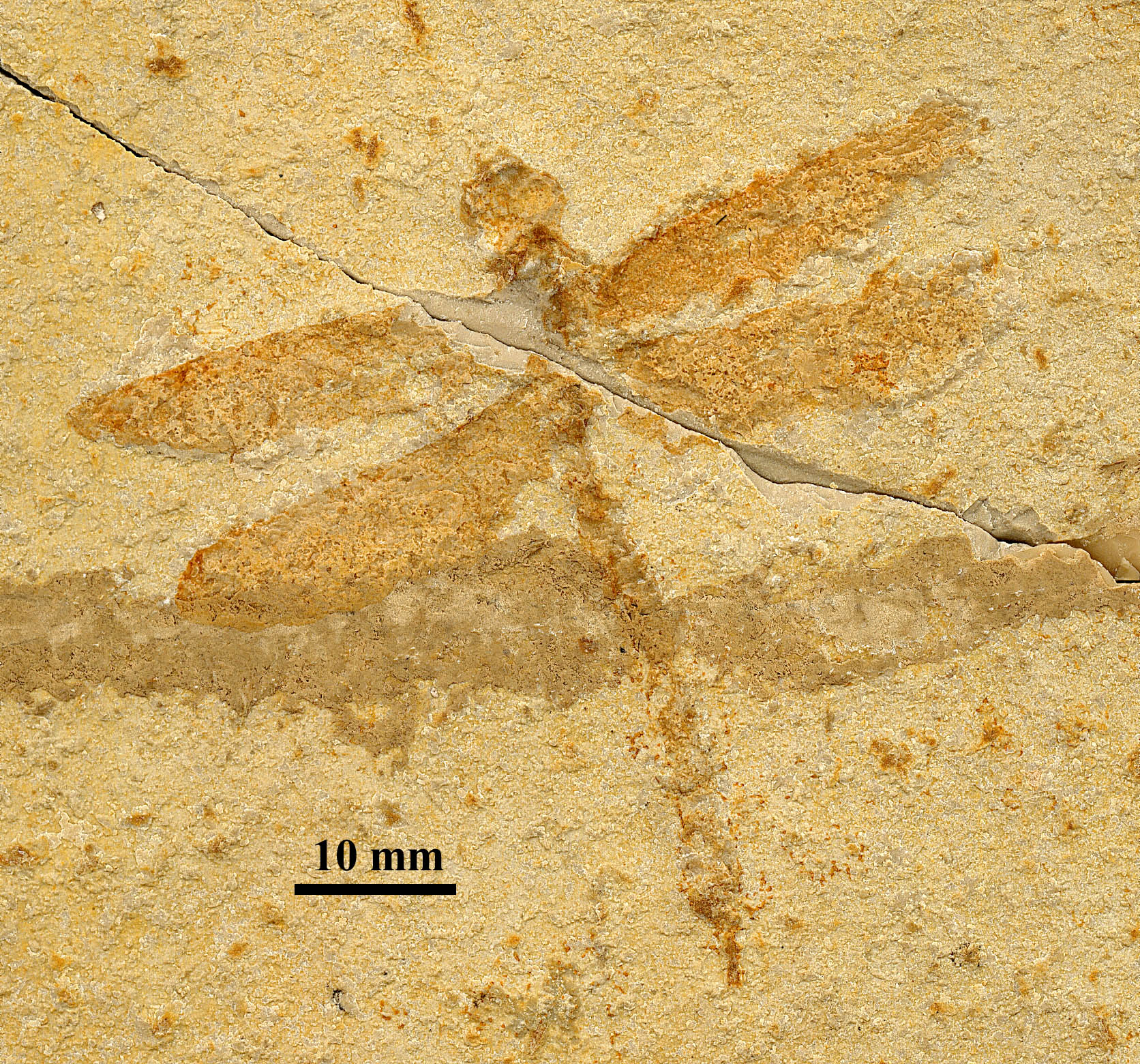
Tarsophlebia minor, Jurásico superior, Solnhofen Plattenkalk, hembra con ovipositor, spécimen en BMMS